# Magical Monkey Show
Magical Monkey Show (voorheen Die Klimbimski Show) was een animatronicsshow dat zijn laatste shows draaide in het Nederlandse park Avonturenpark Hellendoorn.

## Geschiedenis
Onder de naam Die Klimbimski Show opende de animatronicsshow in 1977 in Phantasialand en was een van de eerste animatronicsshows buiten de Verenigde Staten. De show was geïnspireerd op Country Bear Jamboree in het Magic Kingdom. De show had in plaats van animatronics van vooral beren gekozen voor vooral apen. De attractie sloot in 1983 haar deuren in Phantasialand.
Het theater werd verkocht aan Avonturenpark Hellendoorn en de show werd Nederlandstalig gemaakt. In 1989 werd de Magical Monkey Show op het toenmalige Broadway plein in gebruik genomen en werd officieel geopend door André Van Duin. Op de plek waar de attractie in Avonturenpark Hellendoorn kwam te staan verving het de Autoscooters. De Magical Monkey Show werd in 2003 gesloten omdat het was verouderd. In de plaats is nu Het Gouden Theaterpaleis te vinden.

## Beschrijving
Bezoekers nemen plaats in een zaal met een hoofdpodium en zijpodia. Voor de podia hangen doeken aan een gordijnroede welke open gaan zodat de bezoekers de animatronics zien bewegen ondersteund door licht en geluid. Naast animatronics van met name apen waren er ook andere dieren nagemaakt, zoals een beer en een papegaai. De 23 animatronics bewogen, dansten, maakten muziek voor het publiek en hadden ook soms dialogen met elkaar.
Afbeeldingen
 · Lijst van attracties